# 예안 김씨
예안 김씨(禮安金氏)는 경상북도 안동시 예안을 관향으로 하는 한국의 성씨이다. 예안의 고호가 선성인 관계로 선성 김씨(宣城金氏)라고도 한다.

## 역사
시조 김상(金尙)은 신라 대보공 김알지의 후손으로 고려 때 호장(戶長)을 지냈다. 
2세 김존성(金存誠)·3세 김돈부(金敦富)·4세 김희보(金希寶)까지 예안의 호장을 지냈고, 5세 김성세(金成世)는 봉익대부 밀직사, 6세 김뉴(金紐)는 중현대부 대호군, 7세 김방식(金方軾)은 봉선대부 비순위정용호군을 지냈다.
8세 보승낭장 김로(金輅)를 중시조(中始祖)로 하여 계대(系代)한다. 중시조 김로(金輅)는 손자 김담(金淡)이 귀하게 되어 가선대부 호조참판에 증직되었다. 그의 아들 4형제 김소양, 김숙양, 김중양, 김의양이 가계를 크게 번성시켰다. 김로(金輅)의 아들 김소량(金少良)은 현감을 지내고, 김소량(金少良)의 아들 김증(金潧)은 문과에 급제하여 금산군수를 지냈다.
김로(金輅)의 손자이자 김소량(金少良)의 아들 김담(金淡)은 문과에 급제하여 이조판서에 이르고 문절공(文節公)의 시호가 내려졌으며 서원에 배향되었다. 김담(金淡)의 현손 김륵(金玏)도 문과에 급제하여 대사헌(大司憲)에 이르고 서원에 배향되었다.

### 분파
- 교리공파(증)
- 문절공파(담)
- 통찬공파(홍)
- 참판공파(신)
- 대사헌공파(지)
- 장령공파(비)
- 학생공파(존의)

## 주요 인물
- 김담(金淡, 1416년~1464년) : 10세. 자(字) 거원(巨源), 호(號) 무송헌(撫松軒). 조선 세종, 문종 때의 명신. 이조 판서 역임. 시호는 문절(文節). 단계서원(丹溪書院), 구강서원(龜江書院) 배향.
- 김수손(金首孫) : 김로(金輅)의 증손으로 문과에 급제하여 성균관 대사성과 이조 참판을 역임하고 경국대전 편찬에 참여.
- 김륵(金玏, 1540년~1616년) : 14세. 자 희옥(希玉), 호 백암(栢巖). 퇴계 이황 문인. 조선 선조 때의 명신. 이조 판서 추증. 시호는 민절(敏節). 구강서원(龜江書院) 배향.
- 김해(金澥, 1534년~1593년) : 14세. 자 사회(士晦), 호 운송(雲松). 임진왜란 때 상주 목사로 참전하여 아들 김경원(金慶遠)과 함께 순절. 이조 참판 증직. 공주 우정면 내산리에 충신효자 정려각 위치.
- 김약련(金若鍊, 1730년~1802년) : 21세. 자 유성(幼成). 호 두암(斗庵). 조선 영조 때 동부승지. 문집 두암집(斗庵集).
- 김찬규(金燦奎, 1866년~1929년) : 25세. 자 사석(士奭), 호 석연(石然). 독립운동단체 대동단 및 의용단 결성. 1990년 건국훈장 애국장 제255호 추서.[2]
- 김동진(金東鎭, 1867년~1952년) : 26세. 자 국경(國卿), 호 정산(貞山). 독립의군부 활동 등으로 2차례 피검 및 구금. 1993년 건국훈장 애국장 제1956호 추서.[3]
- 김화진 (金華鎭, 1904년~1946년) : 26세. 자 영중(英仲), 호 대팽(大팽). 무섬 출신으로, 경북 영주청년동맹과 신간회 영주지회 집행위원, 영주농민조합 집행위원, 농민조합 및 반제동맹 설립을 위한 비밀 협의체 조직 등에 관계하였다. 1933년 12월 22일 대구지방법원에서 소위 치안유지법 위반으로 징역 2년 6월을 받고 옥고를 치렀다. 1995년 건국훈장 애족장 추서.[4][5]

## 집성촌
- 강원특별자치도 양구군 양구읍 상리
- 충청북도 제천시 봉양읍 연박리
- 충청남도 공주시 이인면, 정안면
- 충청남도 청양군 청남면 천내리
- 충청남도 천안시 동면 구도리
- 전북특별자치도 익산시 망성면 어양리
- 전북특별자치도 완주군 용진면 간중리
- 경상북도 영주시 문수면 수도리
- 경상북도 영주시 이산면 신암리, 석포리

## 인구
- 2000년 통계청이 발표한 결과에 의하면 예안김씨는 4,859가구 총 15,313명이 있는 것으로 되어 있다.[6]